# Periacerus bidentatus
Periacerus bidentatus är en insektsart som beskrevs av Chandrasekhara A. Viraktamath och Parvathi 2002. Periacerus bidentatus ingår i släktet Periacerus och familjen dvärgstritar. Inga underarter finns listade i Catalogue of Life.